# Новограц, Жаклин
Жаклин Новограц (англ. Jacqueline Novogratz; род. 15 марта 1961, США) — американская предпринимательница, менеджер и писатель, основатель и глава Acumen Fund, Inc. реализующего идеи социального предпринимательства.
Новограц является также членом нескольких наблюдательных советов.
Новограц была названа Foreign Policy в числе 100 лучших глобальных мыслителей и The Daily Beast среди 25 самых умных людей десятилетия.

## Биография
Жаклин Новограц родилась в США и была старшей из семи детей.
Изучала экономику и международные отношения в Виргинском университете и получила степень MBA в Стэнфордской бизнес-школе.
Новограц начал свою карьеру в Chase Manhattan Bank в качестве международного кредитного аналитика.
Через три года она оставила банковскую деятельность, решив заняться борьбой с неравенством.
Это привело её к работе в Африке в качестве консультанта Всемирного банка и ЮНИСЕФ.
В качестве консультанта ЮНИСЕФ в Руанде в конце 1980-х годов, она помогла организовать первую микрофинансовую организацию Руанды Duterimbere.
В начале 2000-х во время утренней пробежки в Кигали (Руанда) Жаклин заметила мальчика, который был одет в голубой свитер, который она пожертвовала на благотворительной акции десять лет до этого — кроме узнаваемого рисунка с зебрами меж заснеженных вершин на свитере сохранилось её имя. Эта случайна встреча привела Жаклин к написанию книги «Голубой свитер: Преодоление разрыва между богатыми и бедными во взаимосвязанном мире» (англ. The Blue Sweater: Bridging the Gap Between Rich and Poor in an Interconnected World) и предопределила всю её последующую деятельность, направленную на борьбу с бедностью по всему миру.
Новограц основала и руководила программой Фонда Рокфеллера перед тем, как 1 апреля 2001 года основала Acumen Fund, Inc.
В 2010 году Жаклин Новограц была признана предпринимателем года (англ. 2010 Rensselaer Entrepreneur of the Year (EOY)) за свою работу в Acumen.
В декабре 2011 года Жаклин Новограц и Acumen Fund, Inc. были изображены на обложке Forbes, темой номера которого стало социальное предпринимательство.

## Личная жизнь
Жаклин Новограц замужем за куратором ежегодных конференций TED Крисом Андерсоном.
У них три дочери — Елизавета, Анна и Зоя (1986—2010).
Её брат Майкл Новограц - президент компании по управлению инвестициями Fortress Investment Group.
Другой брат — Роберт Новограц — дизайнер.